# Efimerida tis Kiwerniseos
Efimerida tis Kiwerniseos (nwgr. oficjalna forma: Εφημερίδα της Κυβερνήσεως, w języku potocznym "Εφημερίδα της Κυβερνήσης ; kath. Εφημερίς της Κυβερνήσεως ; dosł. Dziennik Rządu, odpowiednik polskiego Dziennika Ustaw ; akr. ΦΕΚ od Φύλλο Εφημερίδας Κυβερνήσεως - zeszyt, wydanie Dziennika Ustaw) – jest jedynym oficjalnym wydawnictwem do publikacji aktów prawnych wydawanych przez organy państwowe w Republice Greckiej, ustanowionym przez Konstytucję Grecji. Założone zostało dekretem królewskim Ottona I Wittelsbacha nr 2 z 1(13) lutego 1833 r., co było jedną z pierwszych inicjatyw legislacyjnych regencji. Dekret królewski został opublikowany w pierwszym numerze "ΦΕΚ" pod datą 16(28) lutego 1833 r.
Dziennik do 5 listopada 1834 r. (nr 40) był drukowany w Nafplio, a począwszy od 21 grudnia 1834 r. Atenach w związku z przeniesieniem stolicy nowo powstałego państwa greckiego. Od tamtej chwili, nieprzerwanie aż do dzisiaj wszystkie wydania są drukowane przez grecką Drukarnię Narodową (Εθνικό Τυπογραφείο, Etniko Tipografio). Współcześnie kwestie związane z ukazywaniem się "Efimerida tis Kiwerniseos" są regulowane przez przepisy zawarte w rozdziale II ustawy 3469/2006 "Drukarnia Narodowa, prasa rządowa i inne przepisy" (ΦΕΚ nr 131/Α’/28-6-2006).